# Piracuí
Piracuí (do Língua tupi: pira=peixe | cuí=farinha) é uma comida conhecida na região norte to Brasil chamada de farinha de peixe e é tradicionalmente feito de pedaços de peixe salgado triturados; Os peixes mais usados são o Acari (Liposarcus pardalis), Tamuatá (Callichthys callichthys) ou Bodó - mas piracuí pode ser feito de outras espécimes também. 
Os peixes são cozidos ou assados e depois a carne é separada da carcaça; A carne é torrada e colocada em movimento contínuo no forno a lenha com sal; O produto final lembra uma textura de farinha que depois é armazenada para ser utilizada em outras preparações; É consumido misturado com azeite, cebola e farinha de mandioca. Serve também para fazer bolinhos fritos (conhecidos como bolinho de piracuí). 

## References
1. ↑  
«Slow Food Brasil - Piracui». Slow Food Brasil. Consultado em 30 de Março 2024
2. ↑  
«Piracuí». Slow Food Foundation for Biodiversity. Consultado em 30 de Março 2024